# Sinthusa kawazoei
Sinthusa kawazoei är en fjärilsart som beskrevs av Hayashi 1976. Sinthusa kawazoei ingår i släktet Sinthusa och familjen juvelvingar. Inga underarter finns listade i Catalogue of Life.

## Bildgalleri

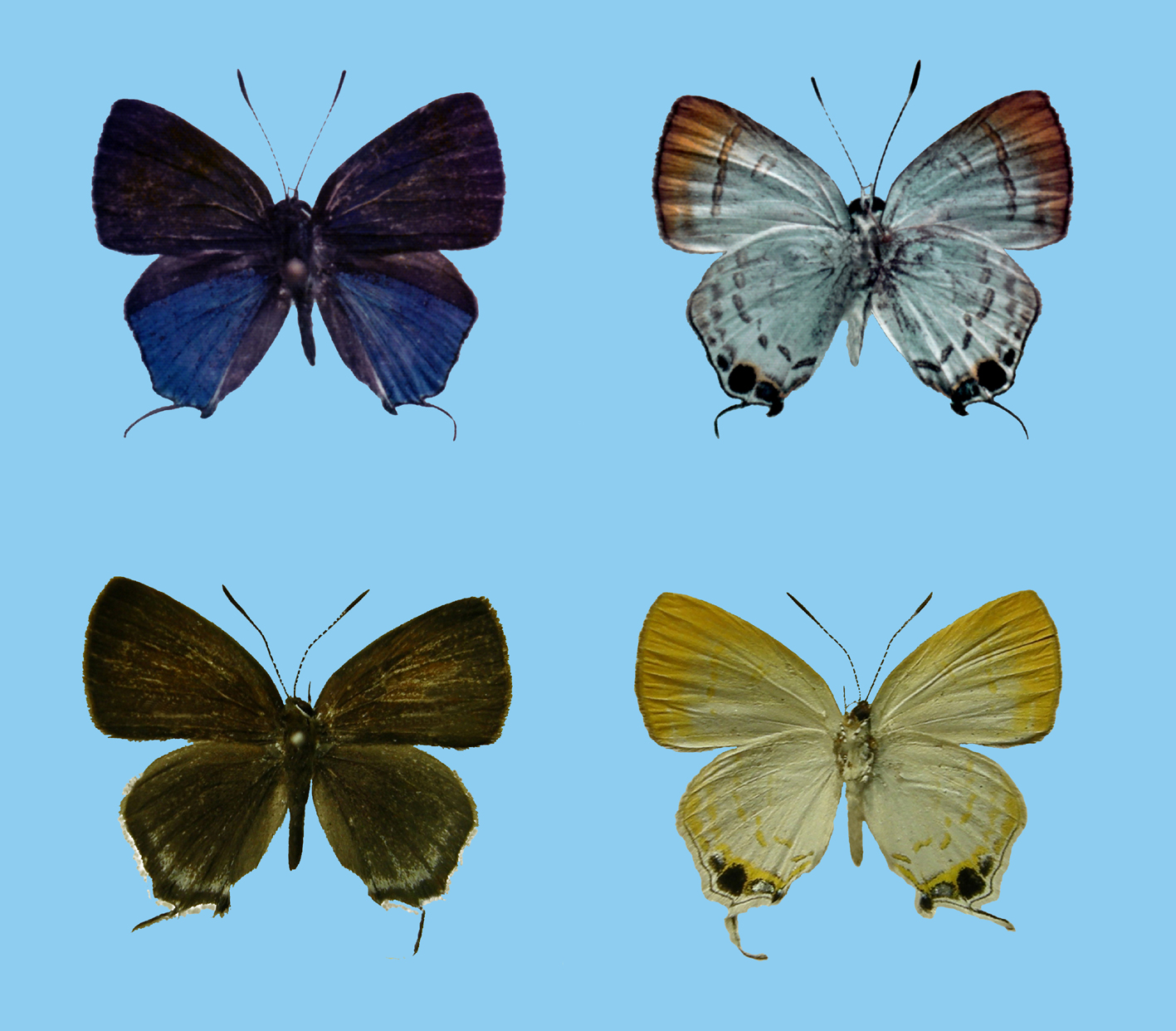